# Città di Aruba

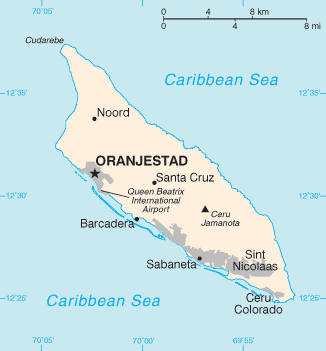
Una mappa di Aruba, che mostra i punti di interesse

L'isola di Aruba è uno dei Paesi che costituiscono il Regno dei Paesi Bassi nel sud del Mar Caraibico. Aruba non ha suddivisioni amministrative ma, ai fini del censimento, è divisa in sei distretti, ognuno dei quali ha diversi quartieri al suo interno. Molti di questi quartieri hanno nomi, ma non sono considerati dal governo di Aruba come entità politiche o amministrative separate. La capitale di Aruba è la città di Oranjestad.
Quello che segue è un elenco dei distretti di Aruba, con i quartieri e i villaggi conosciuti elencati sotto di essi.

## Distretti
- Noord/Tanki Leendert[1]
  - Alto Vista
  - Bubali
  - Malmok
  - Moko
  - Palm Beach
  - Tanki Flip
  - Tanki Leendert
  - Washington

- Oranjestad (capitale)[1]
  - Barcadera
  - Companashi
  - Cumana
  - Cunucu Abao
  - Dakota
  - Eagle Beach
  - Kavel
  - Klip
  - Madiki
  - Mahuma
  - Mon Plaisir
  - Paardenbaai
  - Paradijswijk
  - Parkietenbos
  - Ponton
  - Potrero
  - Pos Abao
  - Rancho
  - Sabana Blanco
  - Santa Helena
  - Seroe Blanco
  - Simeon Antonio
  - Sividivi
  - Socotoro
  - Solito
  - Tarabana

- Paradera[1]
  - Ayo
  - Piedra Plat[1]
  - Shiribana

- San Nicolaas[1]
  - Brasil
  - Esso Heights
  - Essoville
  - Juana Morto
  - Kustbatterij
  - Lago Colony
  - Rooi Congo
  - Rooi Hundo
  - Seroe Colorado
  - Standardville
  - Watapana Gezaag
  - Zeewijk

- Santa Cruz[2]
  - Balashi
  - Cashero[3]
  - Hooiberg
  - Macuarima
  - Papilon
  - Urataka

- Savaneta[1]
  - Cura Cabai
  - De Bruynewijk
  - Jara
  - Pos Chiquito
  - Seroe Alejandro